# زوار (کرمان)
زوار، روستایی از توابع بخش شهداد شهرستان کرمان در استان کرمان ایران است.

## جمعیت
این روستا در دهستان اندوهجرد قرار داشته و براساس آخرین سرشماری مرکز آمار ایران که در سال ۱۳۸۵ صورت گرفته، جمعیت آن ۹۵نفر (۲۳خانوار) بوده‌است.